# Le lundi commence le samedi
Le lundi commence le samedi est un roman de science-fiction de Arcadi et Boris Strougatski publié en 1966 à Moscou par les éditions « La Jeune Garde » . Traduit en français par Bernadette Crest, il est publié en 1974 dans la collection « Présence du futur » des éditions Denoël. 

## Synopsis
Tout commence lorsque le protagoniste, un programmeur scientifique, trouve un emploi dans un institut qui se révèle très particulier.
On y croise des démons de Maxwell en guise de gardiens de porte, Merlin l'enchanteur, des Pythies, un ex-Grand Inquisiteur, ainsi que de très nombreux personnages des contes russes.

## Adaptation audiovisuelle
- 1982 : Magiciens (Чародеи), téléfilm de Konstantin Bromberg